# Justin Ahomadégbé-Tomêtin
Justin Ahomadégbé-Tomêtin (ur. 16 stycznia 1917 w Abomeju, zm. 8 marca 2002 w Cotonou) – beniński polityk, premier (1964–1965) oraz prezydent Dahomeju w 1965 i 1972.

## Życiorys
Justin Ahomadégbé uczęszczał do francuskiej École normale William Ponty, a następnie studiował stomatologię w Dakarze. Przez krótki czas służył w armii francuskiej, gdzie dosłużył się stopnia sierżanta. Po krótkiej karierze wojskowej, otworzył gabinet dentystyczny w Porto-Novo. 
Po powstaniu w 1945  partii Rassemblement Démocratique Africain (RDA), założył jej oddział w ówczesnym francuskim Dahomeju. Od 1959 do 1960 przewodniczył autonomicznemu parlamentowi Dahomeju (obecnie Beninu). Po odzyskaniu niepodległości działał w opozycji do pierwszego prezydenta Huberta Magi. Pod zarzutem spiskowania przebywał w więzieniu w latach 1961–1962.
W październiku 1963 został premierem i wiceprezydentem kraju. Kiedy 27 listopada 1965 przywódca Beninu Sourou-Migan Apithy został obalony przez generała Christophe'a Soglo, krótko pełnił obowiązki prezydenta. 
7 maja 1972 objął urząd prezydenta, jednak już 26 października tego samego roku został obalony i uwięziony w wyniku kolejnego wojskowego zamachu stanu pod wodzą Mathieu Kérékou. Trafił następnie do więzienia, z którego został wypuszczony w 1981 roku.
W 1991 został wybrany na posła do parlamentu krajowego z ramienia Narodowego Zjednoczenia na rzecz Demokracji i zasiadał w nim do 1995 roku. 